# Jacques Bendelac
 (juillet 2022).
Il peut être nécessaire de l'améliorer pour respecter le principe de neutralité de point de vue. Veuillez consulter la page de discussion pour plus de détails.

Jacques Bendelac, né le 6 octobre 1956 à Casablanca, est économiste, écrivain, enseignant et éditorialiste à Jérusalem.
Docteur en sciences économiques et chercheur en sciences sociales, il a enseigné l’économie dans plusieurs établissements français et israéliens. Il a publié une vingtaine d'essais, articles et rapports, consacrés à l’économie d’Israël, à la société israélienne contemporaine ainsi qu’aux relations israélo-palestiniennes. Il est également éditorialiste de plusieurs sites d’information consacrés à l'actualité économique et sociale en Israël.

## Biographie

### Origines et études
Jacques Bendelac nait le 6 octobre 1956 à Casablanca (Maroc), le dernier d’une fratrie de trois enfants.
En 1969, sa famille s’installe à en région parisienne.
En 1974, Il obtient le baccalauréat et entame des études de sciences économiques à l’Université de Paris Val de Marne (Paris XII) où il obtient une licence ès sciences économiques en 1977. En 1978, il obtient une maitrise ès sciences économiques à l’Université Panthéon-Sorbonne (Paris I).
Il soutient en 1981 un doctorat de troisième cycle ès sciences économiques de l’Université Panthéon-Sorbonne (Paris I). Sa thèse, intitulée Israël et les contributions financière de la diaspora parait en 1982.
En 1983, Il décide d’émigrer en Israël et s’installe à Jérusalem.
En 1987, il obtient un doctorat d’État en sciences économiques de l’Université de Droit, d’Économie et de Sciences sociales de Paris (Paris II), avec une thèse portant sur les Économies souterraines et pouvoirs.

### Activités d’enseignant
Jacques Bendelac est chargé d’enseignement en sciences économiques à l’Université de Paris-Sud de 1981 à 1983 et à l’École Supérieure de Gestion (ESG) à Paris de 1981 à 1982.
Il enseigne aussi l’économie à l’Institut de technologie de Jérusalem (JCT) de 1993 à 1998, puis à l’Université hébraïque de Jérusalem de 2001 à 2005.
De 2012 à 2020, il enseigne l’économie d’Israël au Netanya Academic College (NAC).

### Activités de journalisme
Jacques Bendelac est correspondant à Jérusalem du journal français Le Nouvel Économiste de 1988 à 1990 et du magazine Tribune Juive de 1989 à 1992. De 1984 à 1996, il est le correspondant économique de la revue belge Regards.
De 2005 à 2010, il est correspondant à Jérusalem de la revue internationale Confluences Méditerranée.
De 2008 à 2017, il est éditorialiste économique du site d’information IsraelValley, site officiel de la Chambre de Commerce France-Israël. Depuis 2020, il est bloggeur pour le site d’information The Times of Israël.
Ses chroniques ont été publiées dans la presse israélienne en français (édition hebdomadaire du Jerusalem Post), en anglais (The Israel Economist) et en hébreu (Globes).

### Activités de recherche
Jacques Bendelac est économiste-statisticien au Bureau central des Statistiques à Jérusalem de 1983 à 1984.
De 1984 à 2020, il poursuit une carrière de haut fonctionnaire à la Caisse d'Assurance Nationale d’Israël ; il y est successivement économiste au département du recouvrement des cotisations (1985-1995), économiste-chercheur (1996-2010) au département de la recherche puis directeur de la gestion de l’information et chargé des relations extérieures (2011-2020).
Dans le cadre de ses fonctions officielles, il sera membre du Conseil national de la Santé auprès du ministère de la Santé à Jérusalem de 2011 à 2016.
En janvier 2021, il prend sa retraite de haut fonctionnaire et poursuit ses activités de chercheur, écrivain, éditorialiste et essayiste.
Son champ de recherche porte sur l’économie d’Israël, la société israélienne contemporaine et les relations entre les économies israélienne et palestinienne. Jacques Bendelac est aussi économiste-expert dans le domaine de la protection sociale.

## Travaux

### Protection sociale
Jacques Bendelac est économiste-expert dans le domaine de la protection sociale. Son mémoire pour le diplôme d’Études Approfondies intitulé La politique de protection sociale en Israël a été repris et commenté dans des manuels français consacrés à la protection sociale.
Ses travaux sur la sécurité sociale en Israël ont servi de base à des comparaisons internationales. Il participe à la rédaction de nombreux rapports et articles qui servent de référence aux publications de l’OCDE consacrées au financement de la sécurité sociale, à l’amélioration du système de santé et de retraite en Israël.
De 2012 à 2020, il est officier de liaison de la Caisse d’Assurance Nationale d’Israël auprès de l’Association Internationale de Sécurité sociale (AISS) à Genève et présente ses travaux lors de ses congrès,. De 2014 à 2019, il rédige un rapport annuel consacré aux derniers développements de la sécurité sociale en Israël .

### Économie souterraine
Il consacre ses recherches pour le doctorat d’État en sciences économiques aux activités humaines qui échappent à toutes les formes de pouvoir et qui s’opposent aux modes traditionnels de régulation. Il développe une théorie économique qui prend en compte cette sphère d’activité et fournira des bases d’explication du développement de l’économie souterraine dans le monde.
Ses travaux sur l’économie souterraine sont présentés au 49e congrès de l’Institut International de Finances Publiques à Berlin en 1993 et servent de référence à de nombreux chercheurs.
Il applique sa théorie sur le développement de l’économie souterraine à Israël dans son ouvrage Israël à crédit paru en1995. Dans la revue des Archives de Sciences Sociales des Religions, Sophie Nizard note que « ce livre est le regard lucide d’un économiste israélien sur l’économie de son pays » et qu’il montre notamment « l’importance effarante de l’économie souterraine »
Son ouvrage sur Les Années Netanyahou paru en 2022 consacre aussi un chapitre à l’économie noire en Israël, une « soupape de sécurité » en période de crise.

### Société israélienne
Jacques Bendelac consacre de nombreux travaux à l’économie d’Israël et à la société israélienne.
En 2006, son livre La nouvelle société israélienne propose « propose une plongée au cœur de la société israélienne. Bendelac a choisi d’en diviser les chapitres autour d’un maître mot : la « séparation » – séparation ethnique, religieuse, politique, économique, sociale, territoriale, etc. ».
Ses travaux de recherche sur la société arabe d’Israël sont publiés en 2008 dans un ouvrage intitulé Les Arabes d’Israël, entre intégration et rupture. Le livre bénéficie d’un large retentissement dans les médias et parmi les chercheurs. Olivier Barrot lui consacre son magazine littéraire « Un livre, un jour » sur France 3, Le livre fait l’objet de nombreuses critiques et commentaires, notamment dans Le Monde, Politique Étrangère, Le Nouvel Observateur.
En collaboration avec le journaliste Mati Ben-Avraham, il publie en 2015 Les Israéliens, hypercréatifs !, un livre qui jette « des coups de projecteur sur cette société plurielle construite par vagues d’immigrations successives ».
En 2018, il fait paraître chez Plein Jour Israël, mode d’emploi, un livre qui « offre les clefs historiques, sociologiques, économiques et même psychologiques pour comprendre la population israélienne ». Dans Le Journal du Dimanche, François Clemenceau estime que le livre « dévoile, de manière très riche et éclairante, ce qui se cache derrière l'image d'un État si souvent critiqué en raison du conflit avec les Palestiniens : une société qui se radicalise de toutes parts, où s'accroissent les inégalités, une société menacée par la montée de l'extrémisme nationaliste et religieux, mais aussi par celui d'un individualisme forcené et d'un matérialisme grossier, sous couvert de modernité numérique pure ».
En 2022, il publie chez L’Harmattan Les Années Netanyahou, le grand virage d’Israël, une radioscope de la société israélienne durant les années de pouvoir de Benyamin Netanyahou qui « a marqué la vie politique israélienne durant trois décennies, et continue de le faire ».

### Économie palestinienne
Son livre consacré à L’économie palestinienne parait en 1999 et fait le point de la situation économique dans les territoires palestiniens et examine les perspectives d'avenir. Ses travaux sur l’économie palestinienne ont été repris et analysés par Finances & Développement, le magazine du Fonds monétaire international (FMI).
En 2012, son ouvrage intitulé Israël-Palestine, demain deux États partenaires ? relance la polémique sur la séparation des deux peuples et la solution à deux États. Dans cet ouvrage, Bendelac prône la coexistence de deux États séparés qui resteraient des partenaires économiques privilégiés. Le Monde écrit que « ce livre va faire grincer des dents un public qui choisit de rester aveugle à la réalité de l'occupation israélienne ». En revanche, le Conseil Représentatif des Institutions Juives de France (CRIF) estime que l’ouvrage laisse « une impression persistante que la sympathie de l'auteur penche plus fortement pour les Palestiniens ».
Dans Politique Étrangère, Marc Hecker écrit que contrairement à « d’autres publications mettant en cause la faisabilité de la « solution à deux États », l’auteur d’Israël-Palestine : demain, deux États partenaires ? demeure optimiste. Il développe une argumentation précise démontrant que les deux parties au conflit ont intérêt à enterrer la hache de guerre et à œuvrer ensemble à la prospérité du Proche-Orient ».
La solution économique au conflit israélo-palestinien est aussi relevée par le Jerusalem Post qui, dans sa version française, indique que « le livre énumère, de façon objective, défauts et qualités de chaque camp. Et tord le cou à bon nombre d’idées reçues ».
Ses tribunes sur le conflit israélo-palestinien sont publiées dans la presse internationale, et il est régulièrement sollicité par les chaînes francophones de télévision et radio.

### Essais
- Les années Netanyahou, le grand virage d’Israël, L’Harmattan, 2022.

- Israël, mode d’emploi, Plein Jour, 2018.
- Les Israéliens, hypercréatifs ! (Avec M. Ben-Avraham), Ateliers Henry Dougier, 2015.
- Israël-Palestine : demain, deux Etats partenaires ? Armand Colin, 2012.
- Les Arabes d’Israël, entre intégration et rupture, Autrement, 2008.
- La nouvelle société israélienne, Page après Page, 2006.
- L’économie palestinienne, de la dépendance à l’autonomie, L’Harmattan, 1999.
- Israël à crédit, L’Harmattan, 1995.
- Les fonds extérieurs d’Israël : la fin de l’Israël connection ?, Economica, 1982.

### Chapitres d’ouvrages collectifs
- « Les vignobles de Judée » (avec M. Ben-Avraham), in Henry Dougier (dir.), Totems, ils incarnent un peuple, Ateliers Henry Dougier, 2015.
- « Les multiples défis de l’agriculture israélienne », in Pierre Blanc (dir.), Du Maghreb au Proche-Orient : les défis de l’agriculture, L’Harmattan, 2002.
- « L’économie palestinienne à l’épreuve de la paix, séparation ou intégration ? », in Jean-Paul Chagnollaud, Régine Dhoquois-Cohen et Bernard Ravenel (dir.), Palestiniens et Israéliens, le moment de vérité, L’Harmattan, 2000.

### Articles dans des revues spécialisées
- « Nation start-up, la fin d’une ère ? », Confluences Méditerranée, nº 119, hiver 2021, pp. 55-65.
- « Relance post-coronavirus : quels enjeux économiques et sociaux ? »,Moyen-Orient, nº 48, octobre-décembre 2020, pp. 54-55.
- « L’optimisme israélien se nourrit de sa fragilité » (avec M. Ben-Avraham), La Règle du Jeu, nº 68, mai 2019, pp. 87-94.
- « Israël : superpuissance de la high tech ? », Diplomatie, Grands dossiers nº 39, juin-juillet 2017, pp. 32-34.
- « Du dirigisme militaro-industriel au libéralisme civil : l’économie israélienne dans tous ses états », Politique étrangère, vol. 78, printemps 2013, pp. 37-49.
- « Who Switches Sickness Funds in Israel », (with A. Shmueli & L. Achdut), Health economics, Policy and Law, volume 2, Cambridge University Press, July 2007, pp. 251-265.
- « Israël : l'eau à la croisée des chemins », Confluences Méditerranée, nº 58, été 2006, pp. 63-76.
- « L’économie israélienne en liberté », Confluences Méditerranée, nº 54, été 2005, pp.17-30.
- « La fin de l’État-providence », Les Cahiers de l'Orient, nº 70, deuxième trimestre 2003, pp. 67-81.
- « The Law for Encouraging the Business Sector : Five Years of Paying Incentives to Employers » (Hebrew), NII Annual Survey, 1996, Jerusalem, National Insurance Institute, pp. 209-238.

### Traduction
- Nava Yardeni, Les Tunisraéliens, l’intégration des Juifs de Tunisie en Israël, Elkana, 2010 (traduit de l’hébreu).

### Rapports
- « The Social Protection System in Israel and in OECD Countries », Periodical Surveys, nº 296, National Insurance Institute of Israel, Jérusalem, avril 2018.
- « Average Wage and Income by Locality and by Various Economic Variables, 2011 », Periodical Surveys, nº 249, National Insurance Institute of Israel, Jérusalem, octobre 2013.
- « Membership in Sick Funds, 2010 », Periodical Surveys, nº 233, National Insurance Institute of Israel, Jérusalem, juin 2011.
- « Benefit Recipients, Standard of Living and Wage and Income Data by Locality », Periodical Surveys, nº 225, National Insurance Institute of Israel, Jérusalem, 2010.

### Divers
- « Le Guide de l’Emploi et des Stages en Israël », Les Guides de la Chambre de Commerce France-Israël, nº 1, CCFI-IsraelValley, 2009.

## Sources
- Samy Cohen, Israël, une démocratie fragile, Fayard, 2021.
- Mati Ben-Avraham, Métamorphoses d’Israël depuis 1948, Ateliers Henri Dougier, 2018.
- Frederic Encel, Atlas géopolitique d’Israël, Autrement, 2008.
- Emmanuel Faux, Le nouvel Israël, un pays en quête de repères, Seuil, 2008.
- Pierre-Maurice Clair, Chroniques d’un autre siècle, Publibook, 2005.
- Jacques Attali, Les Juifs, le monde et l’argent, Fayard, 2002.
- Anne-Lucie Chaigne-Oudin, « Jacques Bendelac, Les Arabes d’Israël, entre intégration et rupture », Les clés du Moyen-Orient, 23 août 2011.
- Paul Rivlin, The Israeli Economy from the Foundation of the State through the 21st Century, Cambridge University Press, 2011.
- Asa Maron and Michael Shalev (Ed.), Neoliberalism as a State Project, Changing the Political Economy of Israel, Oxford University Press, 2017.